# Maria Loh
Maria Loh (geb. 1971) ist eine kanadische Kunsthistorikerin und Professorin für Kunstgeschichte am Hunter College in New York City.

## Leben
Loh studierte 1989 bis 1993 Kunst und Kunstgeschichte an der McGill University in Montréal. Anschließend studierte sie von 1993 bis 1996 in Rennes und ab 1996 an der University of Toronto, wo sie 2003 promovierte. 2004 bis 2016 lehrte sie Kunstgeschichte am University College London. Seit 2016 ist sie Professorin am Hunter College.
Loh erhielt 2007 den Philip Leverhulme Prize. 2012 bis 2013 war sie Willis F. Doney Member am Institute for Advanced Study in Princeton und 2018 Visiting Professor an der Villa I Tatti, The Harvard University Center for Italian Renaissance Studies.

## Werke (Auswahl)
- Titian Remade: Repetition and the Transformation of Early Modern Italian Art. Getty Research Institute, Los Angeles 2007.
- Still-Lives. Death, Desire, and the Portrait of the Old Master. Princeton University Press, Princeton 2015 (Shortlisted: Art Book Prize (Author’s Club), U.K., 14. März 2017)
- Titian’s Touch. Reaktion Press, London 2018